# Yurtcan Kayış
Yurtcan Kayış (Rotterdam, 29 juli 1975) is een voormalig Nederlands profvoetballer van Turkse afkomst die heeft gespeeld bij Sparta Rotterdam en FC Emmen. Kayış speelde voornamelijk als verdedigende middenvelder. Met zowel Sparta als Emmen haalde hij de nacompetitie. Bij Sparta werd er met succes gestreden voor lijfsbehoud in de Eredivisie.

## Biografie
Hij is begonnen met voetballen bij R.V.V. DEH waarna hij op 15-jarige leeftijd de overstap maakte naar R.C.V.V. Zwart-Wit'28. Bij R.C.V.V. Zwart-Wit’28 werd hij op 18-jarige leeftijd gescout door Sparta Rotterdam. Na 3 jaar in het tweede team van Sparta gespeeld te hebben, met onder andere de kampioenschap in de reserve-Eredivisie, tekende Kayış zijn eerste profcontract van 1 jaar. Na afloop van zijn 1-jarige contract verlengde hij zijn contract met 3 jaar.
In zijn laatste jaar bij Sparta, waarin via de nacompetitie lijfsbehoud in de Eredivisie werd veilig gesteld onder Willem van Hanegem, tekende hij een contract voor 3 jaar bij FC Emmen ondanks een contractaanbieding van 2 jaar van Sparta.
Na vier jaar voor F.C. Emmen gespeeld te hebben speelde hij na zijn profcarrière nog bij Türkiyemspor (2005/06) waarmee hij kampioen werd in de hoofdklasse zondag. Het seizoen daarna speelde hij bij Barendrecht waarmee hij kampioen werd in de 1ste klasse zaterdag.
Voordat hij assistent-trainer bij RVVH werd en zijn voetbalcarrière beëindigde, voetbalde hij van 2007 tot en met 2010 nog voor RVVH. Bij RVVH werd hij kampioen in de 2de klasse zaterdag  en een jaar later promoveerde hij vanuit de 1ste klasse zaterdag naar de hoofdklasse zaterdag. Hierdoor speelde RVVH na 20 jaar weer in de hoofdklasse zaterdag.

## Clubstatistieken
| Seizoen | Club             | Competitie     | Duels | Goals |
| ------- | ---------------- | -------------- | ----- | ----- |
| 1996/97 | Sparta Rotterdam | Eredivisie     | 1     | 0     |
| 1997/98 | Sparta Rotterdam | Eredivisie     | 17    | 0     |
| 1998/99 | Sparta Rotterdam | Eredivisie     | 20    | 0     |
| 1999/00 | Sparta Rotterdam | Eredivisie     | 12    | 0     |
| 2000/01 | Sparta Rotterdam | Eredivisie     | 12    | 0     |
| 2001/02 | Emmen            | Eerste divisie | 27    | 1     |
| 2002/03 | Emmen            | Eerste divisie | 31    | 0     |
| 2003/04 | Emmen            | Eerste divisie | 22    | 0     |
| 2004/05 | Emmen            | Eerste divisie | 14    | 0     |